# Niccolò Longobardi
Niccolò Longobardi (Caltagirone, 10 settembre 1565 – Pechino, 5 settembre 1654) è stato un gesuita italiano.

## Biografia
Entrò nella Compagnia di Gesù a Messina nel 1582. Si imbarcò nel 1596 e giunse in Cina come missionario nel 1597, per svolgere il suo apostolato nella regione di Shaoguan.
Nel 1610 succedette a Matteo Ricci come Superiore della missione di Cina, accettandone, solo parzialmente, il metodo missionario, specialmente per quanto concerneva il problema del nome di Dio: Longobardo non condivideva infatti il giudizio tollerante di Ricci sull'uso dei termini "Tiān" e "Shàngdi", secondo lui passibili di equivoci nei confronti del sistema religioso preesistente in Cina. Richiesto di un parere dai suoi superiori, redasse anche un trattato sull'argomento nel 1630.
Longobardo fece giungere dall'Italia Johann Schreck, già accademico dei Lincei, amico e collaboratore di Galileo Galilei, che venne ammesso alla corte imperiale per le sue grandi conoscenze astronomiche; mantenne però una posizione intransigente nella questione dei riti cinesi.
Ricoprì il ruolo di superiore dei gesuiti in Cina fino al 1622, quando venne sostituito da Manuel Dias.
Continuò la sua attività fino alla morte, che lo colse all'età di novanta anni, dopo aver trascorso ben 58 anni in Cina. L'imperatore Shunzhi mise a disposizione una forte somma di denaro per il suo funerale.
Essendo anche un valente astronomo calcolò con esattezza una eclisse di luna, ma la sua attività di studioso si indirizzò  verso lo studio del terremoti. Con il nome cinese di Long Huamin nel 1626, dopo un violento terremoto verificatosi nei pressi di Pechino,  scrisse, in cinese, il Trattato sui terremoti accantonando le leggende che li attribuivano ad un drago,  e per la prima volta diede una impronta scientifica ai fenomeni sismici.